# محمد بن محمد العلمي
محمد بن محمد العلمي (1932–1993) هو شاعر مغربي .

## فهرس
- العلمي، محمد بن محمد، ديوان محمد بن محمد العلمي الرباط: مات: باء فيدبرانت، 1999. الملخص: (بوماريو لمحمد بن محمد العلمي)
- العلمي، محمد بن محمد، ديوان محمد بن محمد العلمي: نحفات وأشرقت الرباط: 2002. الملخص: (قصيدة محمد بن محمد العلمي، النفخ والاستئصال (بالإسبانية: soplidos y erradicaciones)).

## روابط خارجية
- الأدب المغربي المعاصر  (تم استرجاعه في 25 أغسطس 2008)

1. ↑  مذكور في: ملف استنادي دولي افتراضي. مُعرِّف ملف الضبط الاستنادي الافتراضي الدَّولي (VIAF): 153580751. الوصول: 4 نوفمبر 2018. الناشر: مركز المكتبة الرقمية على الإنترنت. لغة العمل أو لغة الاسم: متعدد اللغات.
2. 1 2  مذكور في: المُعرِّف متعدِد الأوجه لمصطلح الموضوع. المُعرِّف مُتعدِد الأوجه لمُصطلح الموضوع (FAST): 468261. باسم: Muḥammad bin Muḥammad ʻAlamī. الوصول: 9 أكتوبر 2017.
3. 1 2  مذكور في: MAK. مُعرِّف المكتبة القومية في بولندا (NLP): 9810694084405606. باسم: Alami Muhammad Ibn Muhammad al-. لغة العمل أو لغة الاسم: البولندية.